# Mitch
Mitch, pseudonimo di Giovanni Mencarelli, conosciuto anche come Mitch Dj o  Dj Mitch (Desio, 25 febbraio 1980), è un disc jockey, conduttore radiofonico e personaggio televisivo italiano, dal 2008 è tra i co-conduttori di Tutto esaurito su Radio 105. È dal 2016 autore ed ex inviato per Le Iene Show su Italia 1 ,conduttore e produttore televisivo del programma Scemi da matrimonio su TV8, NoWTv e dal 2025 visibile anche su PrimeVideo ed Apple tv.

## Biografia

### Radio
Nel 2003 viene inserito da Claudio Cecchetto nella giovane emittente radiofonica e televisiva Hit Channel Rtl 102.5, divenendo autore e conduttore con Francesco Facchinetti del programma radiofonico Fuori Sinc.
Nel 2008 Mitch approda a Radio 105 nel programma radiofonico Tutto esaurito con Marco Galli e Pizza.
Nel 2012 il Gran Premio della Comunicazione Radiofonica, premia “Tutto esaurito” come programma più ascoltato in assoluto e consegna come riconoscimento le Cuffie d’Oro a Mitch, Pizza e Marco Galli.
Nel 2022 Mitch DJ di Radio 105 è stato insignito del prestigioso premio “Microfono d’oro 2022” quale personaggio maschile dell’anno
Nel 2024 è scelto per condurre il G7 inclusione e disabilità al fianco del ministro Alessandra Locatelli .

### Televisione
Nel 2003 iniziò la sua collaborazione assieme al suo ex collega Squalo e a Francesco Facchinetti nel canale televisivo Rtl 102.5. 
Nello stesso anno, con Francesco Facchinetti collabora al programma Bella di CD RAI ed appare anche in programmi come L'isola dei famosi.
Nel 2004 crea la figura del Webjay sul canale internet di Telecom Italia Rosso Alice. Tra i primi youtubers a farsi notare, ha creato alcuni tra i primi format social interattivi come autore e conduttore per il canale tv di Telecom Italia.
Nel 2012 conduce un programma televisivo di intrattenimento dal titolo iLIKE 105 sul canale 170 di Sky insieme a Squalo ed Ylenia di Radio 105.
Nel 2013 conduce ed è autore del programma televisivo di intrattenimento social dal titolo Senza rete. Nello stesso anno collabora ai live italiani di Coolio, pseudonimo di Artis Leon Ivey Jr, il rapper e attore statunitense, autore di Gangsta's Paradise.
Dal 2016 inviato e autore del programma televisivo Le Iene.
Nel 2020 crea la sua sit-com in onda su 105.net e Mediasetplay dal titolo Sfigative, visibile anche su  Prime Video 
Nel 2021 è il produttore, autore e conduttore insieme a Gibba del programma Scemi da matrimonio in onda su TV8 e  Nowtv  ma visibile. anche su  Prime Video 

## Vita privata
Consegue il diploma di geometra, poi prosegue gli studi all'Università degli Studi di Milano-Bicocca, dove frequenta la facoltà di giurisprudenza.
Nel 2001 abbandona l'università al terzo anno di giurisprudenza e decide di arruolarsi nell'Arma dei Carabinieri.
Nel 2014 è il portavoce e promuove a livello nazionale il progetto “Evasione Totale - un'ora di speranza in musica" con una serie di concerti e di spettacoli all'interno delle carceri italiane.
Il 30 luglio 2014 si sposa con la sua compagna, Linda, da cui ha due bambini nati nel 2015 e nel 2017.

## Filmografia
- Riso amore e fantasia, regia di Ettore Pasculli (2016)

## Discografia
Mitch incide 2 album con il progetto Mitch e Squalo e svariati singoli con il nome d'arte Mitch Dj di cui due con la star Snoop Dogg:
- Mitch & Squalo con Anna Tatangelo - La chance (Battirumore, Dj's Gang 2006)
- Mitch & Squalo featuring Francesca Lodo - No controles (Skyrecords, 2006)
- Mitch & Squalo featuring Giuseppe Povia - Insegui i sogni tuoi (Cama Records, 2010)
- Mitch & Squalo - MS World (Cama Records, 2009)
- Mitch & Squalo - Su le Mani (Cama Records, 2010)
- Mitch & Squalo - Closer Remix Ekow feat Snoop Dogg & KylianMash (Hi-Klass, 2011)
- Mitch Dj - Sambabamba Remix Fitness Zumba (Saifam, 2012)
- N-Trigue ft Snoop Dogg Mitch Dj Roll Me Like Dice (oceanilight productions, 2012)
- Xaxa "Donna Italiana" (Saifam, 2012)
- Freeboys ft Mitch - Party Mega (Beat Sound 2013) produzione disco e singolo
- Mitch & Grillante feat. Okea Falappa Dance
- Leo Diaz - Ven Conmigo
- Leo Diaz - La Noche Entera
- Mitch Ft Fabiola - Non capisco non concepisco (Beat Sound 2015)
- Mitch Stanco Bussoletti - Estate precaria (BmG 2015)
- Mitch ft Monelli Antonelliani - Bella zio (Beat Sound / Self 2015)
- Mitch - In alto la testa (Nazionale Italiana Cantanti 2017)
- Get Far Remix Radio Edit di Rock-Aro feat. Dago H - La Vida - (Star-M 2017)
- Gess ft Mitch- Follow Me (Star-M Saifam 2018) - Spot tv Guam
- Mitch Dj ft Mietta- Milano è dove mi sono persa (Star-M 2019)
- Jay Santos feat DJ Jad  e Wlady - Rompe (HjM Mix - Star-M  2020)
- Ossido Master feat Busta Rhymes  e Sensei  - Oltre le differenze - (Believe - Star-M 2020)
- Sensei - il rapper più veloce d'italia - (Believe - Star-M 2020)
- Sensei Clementino- Capi del rap - (Believe - Star-M 2021)
- Ossido Master feat Lil Wayne LoLLo G  - Salgo Su - (Believe - Star-M 2021)
- Lollo G - Ho voglia di te - (Believe - Star-M 2021)
- Ivana Spagna - Dj Jad Wlady - Volevo tutto - feat King Horus (Sony 2022)
- Ronn Moss - Vado a vivere in puglia  - colonna sonora del film “Viaggio a sorpresa” (Ingrooves 2022)
- Francesco Salvi - C’è da spostare una macchina è lettrica (Star-m 2023)
- Francesco Salvi - Gelataio (Star-m 2024)
- Francesco Salvi - Comete come te  (Star-m 2024)
- Andrea Galderisi - Verona il tuo nome è leggenda  (Star-m 2025)
- Mitch Dj - Balla balla tarantella  (Saifam 2025)